# Колев, Иван (генерал)
Иван Колев Стоянов (15 сентября 1863, село Бановка, Бессарабия — 29 июля 1917, Вена) — болгарский военачальник, генерал-лейтенант (1917 год).

## Образование
Окончил Болградскую гимназию. С 1884 года служил помощником секретаря, а затем секретарём Софийского окружного суда. Добровольцем вступил в Ученический легион, участвовавший в Сербско-болгарской войне 1885 года. Окончил Военное училище в Софии (1887 год), Военную академию в Турине (Италия; 1894 год).

## Военная служба
В 1887 году поступил на службу в 3-й конный полк, в 1894—1896 годах служил старшим адъютантом 1-й пехотной дивизии. Затем занимал должности офицера по особым поручениям при кавалерийской дивизии, адъютанта кавалерийской дивизии, старшего адъютанта и начальника штаба Кавалерийской инспекции, помощника командира лейб-гвардии конного полка. В 1907—1908 годах стажировался в армии Австро-Венгрии.
С 1908 года — командир лейб-гвардии конного полка.
В 1912 году, в начале Первой Балканской войны, был начальником штаба укреплённого пункта Ямбол, с октября — офицер для поручений при штабе действующей армии, с ноября 1912 года исполнял обязанности начальника штаба 3-й армии. С 21 мая 1913 года (в том числе во время Второй Балканской войны) был начальником штаба 5-й армии. С 21 октября 1913 года — командир 1-й кавалерийской бригады, с октября 1914 года — начальник штаба 10-й пехотной дивизии.

### Участие в Первой мировой войне
2 августа 1915 года Иван Колев был произведён в генерал-майоры. Во время Первой мировой войны, с мая 1916 года являлся инспектором кавалерии и командиром 1-й кавалерийской дивизии. Под его командованием дивизия приняла участие в успешном наступлении 3-й армии в Добрудже. Участвовала в боях при Куртбунаре, Кочмаре, Карапелите, Добриче, Топрахисаре, Текиргёле, Кюстендже, Черна воде и Мачине, сражаясь против русских, сербских и румынских войск. 3 января 1917 года спешенная кавалерийская дивизия преодолела оборонительные заграждения и взяла штурмом сильно укреплённую Мачинскую позицию. За свои боевые подвиги, Колев был награждён Железным Крестом «За храбрость».
Генерал Колев проявил себя искусным кавалерийским начальником, хорошим тактиком, старался беречь жизни своих подчинённых (за три месяца боёв в дивизии погибли 189 человек и были ранены 965, что значительно меньше потерь других болгарских воинских частей). Всё это время генерал переносил военные тяготы вместе с личным составом дивизии, участвуя в боевых действиях на своём чёрном жеребце Пирине.
Тяжело заболел и в мае 1917 года уехал на лечение в Вену, где скончался. За день до смерти, 28 июля 1917 года, был произведён в генерал-лейтенанты.
Его останки были перенесены в Софию, где и захоронены. Германский фельдмаршал Август фон Макензен, командовавший войсками Центральных держав на Балканах, сравнивал Колева с Фридрихом Великим, который также был известным кавалеристом. Колев известен как «отец болгарской конницы».

## Память о генерале Колеве
В честь Ивана Колева названы два болгарских села Генерал Колево (в областях Варна и Добрич), установлена памятная плита в Добриче. Ему посвящено стихотворение Ивана Вазова «Добруджанская конница». В 2007 году был создан гражданский комитет по сооружению памятника генералу Колеву, который возглавил директор Института истории Болгарской академии наук Георги Марков. В 2006 году вышла в свет книга добруджанского краеведа Георги Казанджиева «Генерал Иван Колев — эпопея одной жизни» («болг. Генерал-лейтенант Иван Колев — епопея на един живот»).
В сентябре 2023 года в селе Банновка Болградского района возле памятника генералу, прошли торжественные мероприятия посвященные 160-летию Ивана Колева.

## Звания
- С 27 апреля 1887 — подпоручик.
- С 18 мая 1890 — поручик.
- С 2 августа 1894 — ротмистр.
- ? — майор.
- С 14 февраля 1904 — подполковник.
- С 15 октября 1908 — полковник.
- С 2 августа 1915 — генерал-майор.
- С 28 июля 1917 — генерал-лейтенант.

## Награды
- орден «За храбрость» 2-й и 3-й степеней, 1-го и 2-го класса.
- орден «Святой Александр» 3-й степени с мечами.
- орден «За военные заслуги» 4-й степени и 5-го класса на военной ленте.
- орден «За заслуги» на обыкновенной ленте.
- Железный крест 2-го класса (Германия).